# Kvinde kend din krop
Kvinde, kend din krop er en håndbog om kvindekroppen, udgivet første gang i 1975 på forlaget Tiderne Skifter og siden i fire nye udgaver (1983, 1992, 2001, 2013) og adskillige oplag. 
Håndbogen blev i sin første udgave bl.a. set som et manifest for rødstrømpebevægelsen. Siden har bogen udviklet sig i takt med kønspolitikken og synet på kvinden i samfundet. Den første bogen er skrevet af et stort arbejdskollektiv bestående primært af kvinder. Ved den første udgivelse besluttede man at udgive under forfatternavnet K. Vinder, og oprettede i den sammenhæng  K. Vinders Fond, hvortil overskuddet fra bogsalget gik. 
Overskuddet fra salget af bogen går til velgørende formål i bogens ånd og til med jævne mellemrum at nedsætte nye arbejdskollektiver for at opdatere og genudgive bogen. For hver udgivelse startes der forfra og bogen skrives på ny, for at følge med den nyeste viden om kroppen, udviklingen af kønspolitikken samt synet på kvinder og køn i samfundet. 
Første udgave er redigeret af Brita Wielopolska og Anette Petersen.
I 2010 blev bogen opsat som teaterstykke på Mungo Park i Allerød og senere på Aveny-T på Frederiksberg. Forestillingen modtog prisen Årets store, lille forestilling ved Årets Reumert i 2011. I 2016 rundede forestillingen opførsel nummer 400 på Mungo Park, og stykket har været opført i over 10 år på Mungo Park.